# Краммэк, Рекс
Реджинальд Уильям (Рекс) Краммэк (англ. Reginald William (Rex) Crummack; 16 февраля 1887, Солфорд — 25 октября 1966, Стокпорт, Большой Манчестер) — английский и британский гольфист и хоккеист на траве, нападающий. Олимпийский чемпион 1920 года.

## Биография
Рекс Краммэк родился 16 февраля 1887 года в британском городе Солфорд.
Окончил школу Росселл, после чего обучался хлопковому бизнесу в Лондоне. Во время учёбы в столице играл в футбол за сборную Мидлсекса.
По возвращении домой в 1908 году начал играть в хоккей на траве. Выступал за «Сент-Энн», «Олдерли-Эдж» и сборную Ланкашира. Также играл за сборную Севера не только в хоккей, но и в футбол и гольф.
Участвовал в Первой мировой войне. Был капитаном полка Южного Ланкашира, получил заметный ущерб здоровью во время газовой атаки во Франции. Награждён союзнической медалью Победы, британской Звездой 1914—1915 годов и медалями.
В 1913—1926 годах провёл 5 матчей за сборные Англии и Великобритании.
В 1920 году вошёл в состав сборной Великобритании по хоккею на траве на летних Олимпийских играх в Антверпене и завоевал золотую медаль. Играл на позиции нападающего, провёл 1 матч, мячей (по имеющимся данным) не забивал.
Главным видом спорта для Краммэка оставался гольф. Хлопковый бизнес, которым он занимался, оставлял много времени для выступления в турнирах. Представляя Royal Club Lytham St. Anne's Golf Club, он трижды выигрывал любительский чемпионат Ланкашира (1911—1912, 1920), а участвовал в нём с 1909 по 1946 год. в 1953 году вошёл в состав генерального комитета Royal & Ancient.
Умер 25 октября 1966 года в британском городе Стокпорт.

## Семья
Младший брат Эдвард Краммэк вместе с ним играл в хоккей на траве за «Олдерли-Эдж», младшая сестра Фрэнсис играла в гольф, в 1920 году стала чемпионкой Ланкашира среди женщин-любителей.